# Fernando Freire
Fernando Antônio da Câmara Freire (Recife, 22 de março de 1954) é um administrador, empresário e político brasileiro. Foi o 25.º vice-governador potiguar entre 1 de janeiro de 1995 e 5 de abril de 2002 e, sucedendo Garibaldi Alves Filho, o 51.º governador do Rio Grande do Norte de 5 de abril de 2002 a 1 de janeiro de 2003.

## Trajetória

### Vida familiar e formação
Filho de Jessé Pinto Freire e Ivanise Câmara Freire, nasceu em 22 de março de 1954 em Recife. Sua formação acadêmica inclui estudos em Londres e Amsterdã entre os anos de 1972 e 1976, período no qual obteve graduação em Administração e adquiriu conhecimentos em comércio exterior. Essa formação acadêmica e experiência proporcionou a Freire uma base sólida para sua atuação posterior como assessor em diversas organizações comerciais, incluindo a Câmara de Comércio Internacional do Rio de Janeiro, o Conselho Nacional das Representações Comerciais e a Confederação Nacional do Comércio.
Antes de ingressar na carreira política, Freire teve uma trajetória profissional significativa no setor privado. Ele ocupou o cargo de diretor financeiro da Companhia Nacional de Álcalis e também assumiu a presidência da Jessé Freire Agroindustrial S/A, empresa familiar com sólida atuação no mercado.

### Carreira política
A entrada de Fernando Freire na política foi motivada, em parte, pelo legado de sua família nesse campo. Seu pai, Jessé Pinto Freire, foi senador, enquanto seu irmão, Jessé Freire Filho, ocupou uma cadeira na Câmara dos Deputados. O falecimento prematuro de ambos durante seus mandatos políticos levou Freire a assumir um papel mais proeminente nesse contexto.

### Deputado federal e vice-governador
Em 1990, Freire foi eleito deputado federal pelo Partido da Frente Liberal (PFL), representando seu estado com 63.696 votos, o que correspondia a 13,87% dos votos válidos. Demonstrando sua habilidade política e aceitação junto ao eleitorado, ele se manteve ativo na política, sendo eleito na eleição seguinte para compor a chapa majoritária como candidato a vice-governador ao lado do então senador Garibaldi Alves Filho, pelo Partido Progressista Reformador (PPR). Juntos, foram eleitos com 489.765 votos, conquistando 52,67% dos votos válidos.

### Governador
A reeleição veio em 1998, quando novamente alcançaram sucesso nas urnas, desta vez com 560.667 votos, correspondendo a 50,17% dos votos válidos. Em 5 de abril de 2002, Fernando Freire assumiu o governo do Rio Grande do Norte em decorrência da renúncia do titular para concorrer ao senado federal.
Nas eleições de outubro do mesmo ano, Freire concorreu à reeleição como governador, representando o Partido Progressista Brasileiro (PPB), mas obteve uma votação inferior, com 523.614 sufrágios, correspondendo a apenas 38,95% dos votos válidos. Apesar de seu curto período como governador, ele enfrentou diversos desafios e conduziu o estado em um momento de transição política e econômica para a governadora eleita Wilma de Faria, do Partido Socialista Brasileiro (PSB).

## Prisão por corrupção
Em abril de 2014, Fernando Freire foi condenado pela 4ª Vara Criminal de Natal a seis anos de prisão e ao pagamento de multa por apropriação indevida de dinheiro público. No entanto, ele não foi localizado pelas autoridades judiciais. Mandados de prisão foram emitidos nos meses de julho e outubro do mesmo ano, porém sem êxito, e Freire permaneceu foragido.

Na manhã de 25 de julho de 2015, Fernando Freire foi finalmente encontrado por policiais na orla de Copacabana, sendo preso e encaminhado para a 12ª Delegacia de Polícia do Rio de Janeiro. Após quase quatro anos detido em um quartel, ele obteve a progressão para o regime semiaberto em 2019.